# Reinette de Landsberg

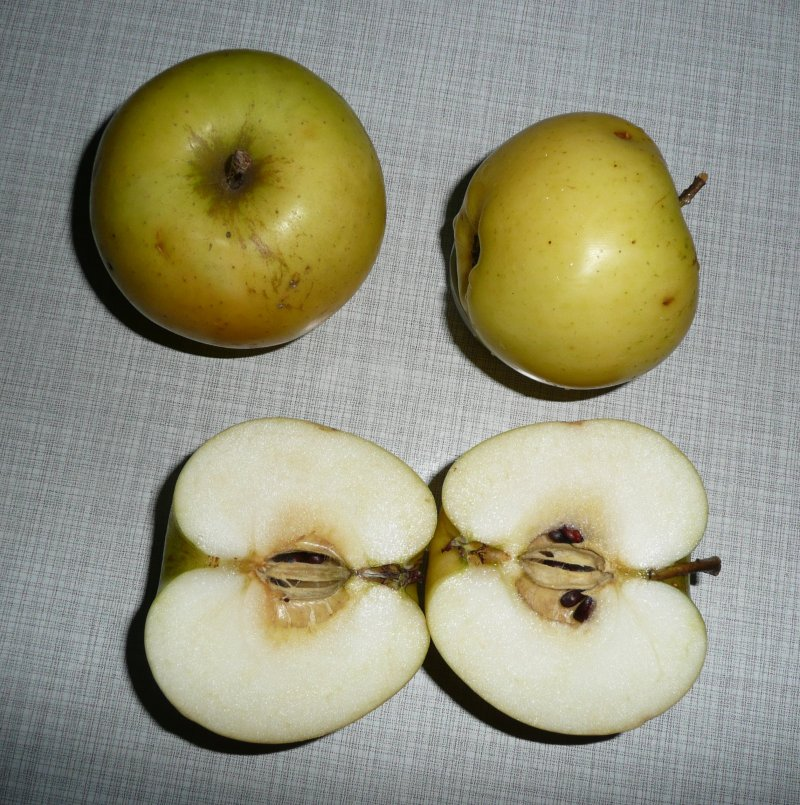
Reinette de Landsberg.

Reinette de Landsberg est le nom d'un cultivar de pommier domestique.

## Synonymes
Landsberger Reinette, Landsberger Renette, Landsberger, Jaune de Salomon (en Cévennes)...

## Description
Usage: à couteau et à cuire
Calibre: moyen à gros
Couleur de peau: verte, jaune à maturité, légèrement saupoudrée de rouge sur une face
Queue: mince et longue
Chair: blanche, très juteuse, légèrement acide

## Parenté
Origine: vers 1850, Burchardt, Landsberg.
Descendants:

## Pollinisation
Variété diploïde (à bon pollen)
Groupe de floraison: B
Variétés compatibles: Reinette Baumann, Cox's Orange Pippin, James Grieve, Oldenburg...

## Maladies
Tavelure: peu susceptible
Mildiou: peu susceptible
Feu bactérien: peu susceptible

## Culture
Cueillette: à partir du début octobre
Maturité de consommation: fin octobre
Conservation: jusque début janvier